# 螺紋防緊蝕膏
螺紋防緊蝕膏是一種固體潤滑劑，用於潤滑處於高溫，高壓和腐蝕工況下的螺絲和螺帽的連接，防止因高溫或長時間操作而造成的硬化、緊蝕和鏽蝕，保護螺絲易於裝配或確保松拆。